# Tăng Hạc Linh
Tăng Hạc Linh (giản thể: 曾鹤龄; phồn thể: 曾鶴齡, 1383-1441), tự Duyên Niên, tự khác là Duyên Chi, hiệu Tùng Ba, hiệu khác là Cù Tẩu, người Thái Hòa, Giang Tây.
Ông sinh năm Hồng Vũ thứ 16 (1383). Năm Vĩnh Lạc thứ 19 (1421) đỗ trạng nguyên khoa Tân Sửu, nguyên người đỗ đầu là Lưu Củ, nhưng do Minh Thành Tổ mơ thấy cánh hạc bèn lấy Tăng Hạc Linh đỗ đầu còn Lưu Củ chỉ đỗ bảng nhãn. Ông làm chức quan tu soạn ở hàn lâm viện và thăng tới thị giảng học sĩ. Chết năm Chính Thống thứ 6 (1441) thời Minh Anh Tông.